# Nephila kuhli
Espèce
Synonymes
- Epeira kuhlii Doleschall, 1859

Nephila kuhli est une espèce d'araignées aranéomorphes de la famille des Araneidae.

## Distribution
Cette espèce  se rencontre de l'Indonésie à Sulawesi à la Birmanie.

## Description
La femelle holotype mesure 18 mm.
La femelle décrite par Thorell en 1887 mesure 32 mm.

## Systématique et taxinomie
Cette espèce a été décrite sous le protonyme Epeira kuhlii par Doleschall en 1859. Elle est placée dans le genre Nephila par Thorell en 1887.

## Publication originale
- Doleschall, 1859 : « Tweede Bijdrage tot de Kenntis der Arachniden van den Indischen Archipel. » Acta Societatis Scientiarum Indo-Neerlandicae, vol. 5, p. 1-60 (texte intégral).